# Саат кула (Радовиш)
Саат кула (на македонска литературна норма: Саат-кула) е бивша часовниковата кула в град Радовиш, Северна Македония.

## История
Кулата е изградена, когато градът е в рамките на Османската империя, но няма запазени данни за точното време. Била е разположена на левия бряг на Радовишката река, в близост до хамама и моста на реката. Разрушена е в 1954 година.